# Pan Twardowski (musical)
Pan Twardowski – musical Janusza Grzywacza i Włodzimierza Jasińskiego.
Prapremiera odbyła się 5 lutego 1990 roku w krakowskim teatrze STU. Reżyserem widowiska był Krzysztof Jasiński, scenografię i kostiumy zaprojektował Ryszard Melliwa.
Postać Twardowskiego stworzył Andrzej Zaucha, a po jego śmierci rolę przejął Ryszard Rynkowski.

## Obsada
Muzyka: Janusz Grzywacz
Libretto: Włodzimierz Jasiński
Opracowanie i reżyseria: Krzysztof Jasiński
Soliści:
- Ryszard Rynkowski
- Andrzej Zaucha
- Denisa Geislerowa
- Bożena Krzyżanowska
- Halina Jarczyk
- Jerzy Słonka
- Beata Rybotycka
- Zbigniew Wodecki
- Stanisław Soyka
- Dariusz Gnatowski

## Spis utworów
1. Burza – zespół
2. Rapus – Andrzej Zaucha, Ryszard Rynkowski
3. Przybywajcie czarty – Ryszard Rynkowski
4. Szmery, szepty – Beata Rybotycka
5. Licho wie – Ryszard Rynkowski
6. Szczeście – Zbigniew Wodecki
7. Łupu cupu – Halina Jarczyk, zespół
8. Zbójowanie – zespół
9. Zgłębić prawdę – Ryszard Rynkowski
10. Narada – zespół
11. Miłość – Jerzy Słonka
12. Weź się, chłopie – Halina Jarczyk, Krystyna Tyszkiewicz, zespół
13. Niteczka – Denisa Geislerowa, akordeon – Ryszard Rynkowski
14. Oszaleję – Bożena Krzyżanowska
15. Muszę sprawdzić – Andrzej Zaucha
16. Kuszę, kuszę – zespół
17. Łysica – Dariusz Gnatowski
18. Wstąpił do piekieł – Denisa Geislerowa, Jerzy Słonka
19. Usłysz! – Stanisław Soyka, zespół